# Omerta
Omerta, il cui vero nome è Paul "Paulie" Provenzano, è un personaggio dei fumetti, creato da Scott Lobdell (testi) e Salvador Larroca (disegni), pubblicato dalla Marvel Comics. La sua prima apparizione avviene in Uncanny X-Men n. 392 (aprile 2001).

## Biografia del personaggio
Dopo essersi congedato dall'esercito, Paulie ritornò a Brooklyn, suo quartiere natale, dove cercò di prendere il controllo della cosca mafiosa residente in esso. Dopo aver preteso la metà del giro d'affari dai capi della cosca, nel retro della pizzeria dove si erano radunati, si aprì un conflitto a fuoco. I proiettili diretti verso Paulie, rimbalzarono sulla sua pelle, strappandogli solo i vestiti, cosa che lo fece arrabbiare tanto da pestare a sangue i capi-cosca.
Reclutato da Jean Grey per salvare gli X-Men che si trovavano a Genosha sotto il giogo di Magneto, Paulie accettò di entrare nel gruppo solamente per poterle vedere indossare un costume aderente. Arrivati all'Istituto Xavier, Jean chiese a Paulie di precederla e cominciare a presentarsi agli altri mentre lei attendeva l'arrivo di un altro componente del gruppo, vale a dire Pira Ardente, sorella di Sole Ardente. Improvvisamente, Paulie sfondò la porta e cadde sul selciato seguito da un offeso Northstar, che accusandolo di omofobia cominciò a prenderlo a pugni fino a quando non svenne.
Durante il volo per Genosha venne istruito telepaticamente su come utilizzare al meglio i suoi poteri, al termine della sessione, chiese a Jean di spostarsi assieme a lui nel retro dell'aereo per aver più privacy, come risposta vide la rossa invecchiata e appesantita dai chili di troppo, e ciò lo fece desistere dai suoi propositi. Vide inoltre cosa era capitato a Dazzler nella dimensione dove abitava col marito Longshot e si prendeva cura degli X-Babies.
Giunti a Genosha, durante lo scontro con Magneto, Paulie venne lanciato in orbita e successivamente salvato da Northstar, che per rianimarlo dovette praticargli una respirazione bocca-a-bocca.

### Decimation
Dopo la fine della mini-saga, Paulie lasciò l'Istituto Xavier per giovani dotati. Non si sa ancora se dopo gli eventi di House of M abbia mantenuto o no i suoi poteri.

## Poteri e abilità
Omerta possiede un corpo invulnerabile e una forza sovrumana.

## Curiosità sul personaggio
- Omerta è stato visto nel campo di concentramento per mutanti Neverland, tuttavia dovuto ad un errore di colorazione, non si è riusciti a capire se il personaggio che muore in una delle camere a gas sia lui oppure un altro.
- Paulie è stato il secondo personaggio Marvel ad utilizzare il nome-in-codice Omerta. Il primo è un supereroe italiano, esperto di arti marziali con base nella città di Pisa, apparso sporadicamente negli albi del gruppo canadese Alpha Flight.
- Il suo nome in codice, è quasi identico alla parola omertà, la legge del silenzio in vigore fra i mafiosi italiani.